# Ernest Thayer

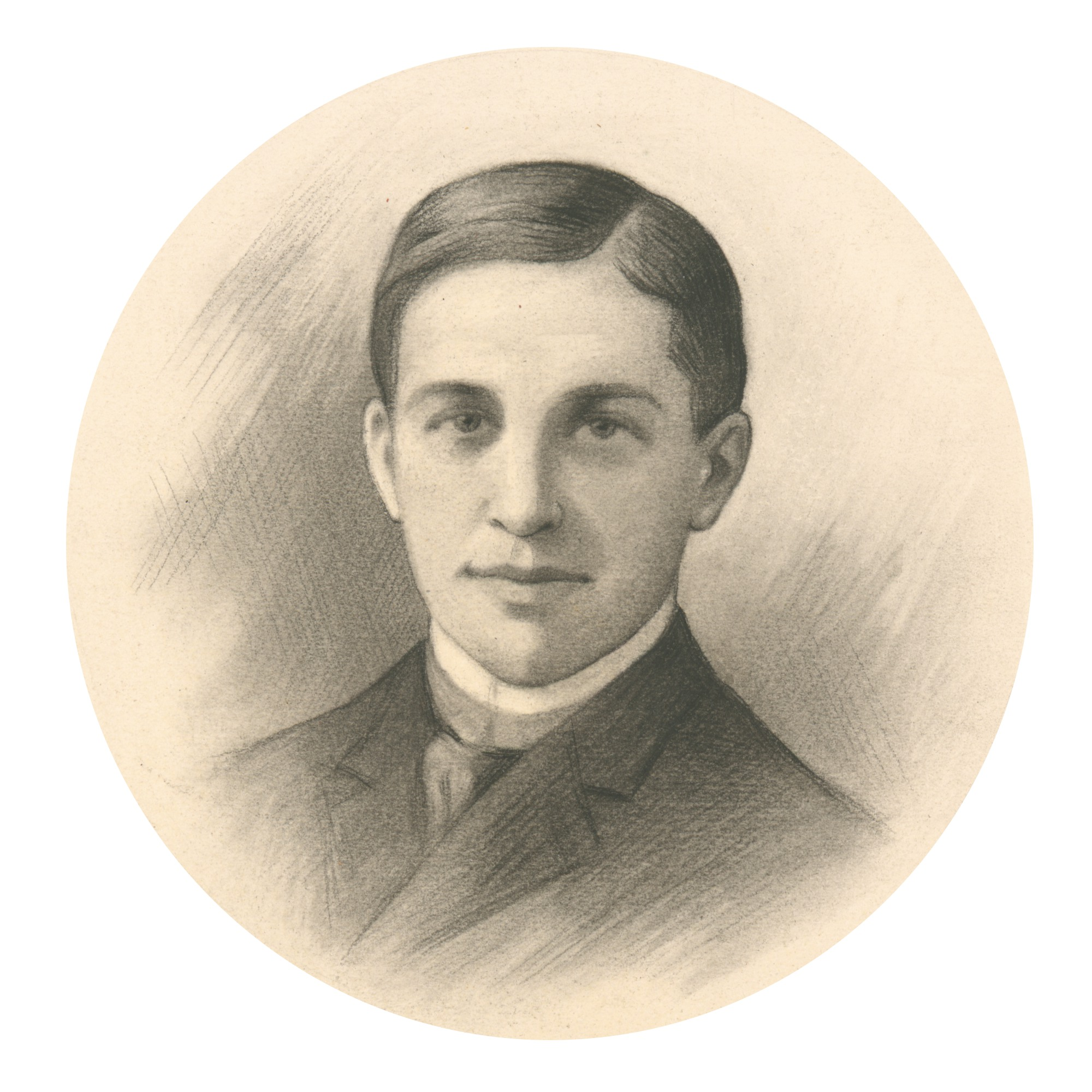
Ernest Thayer

Ernest Lawrence Thayer (* 14. August 1863 in Lawrence, Massachusetts; † 21. August 1940 in Santa Barbara, Kalifornien) war ein US-amerikanischer Dichter, der mit seinem Gedicht Casey at the Bat eine Ode an den Baseball verfasste.

## Leben
Der Sohn des reichen Wollmagnaten Edward Davis Thayer begann nach dem Besuch der High School in Worcester 1881 ein Studium der Philosophie an der Harvard University am Lehrstuhl von William James und schloss dieses Studium 1885 mit einem Bachelor of Arts (B.A. Philosophy). Bereits während seines Studiums war er zwischen 1884 und 1885 Herausgeber von The Harvard Lampoon.
1886 wurde er Kolumnist bei der von seinem Schulfreund William Randolph Hearst herausgegebenen Tageszeitung San Francisco Examiner, für die er zwischen 1886 und 1888 eine wöchentliche Kolumne verfasste. Der Examiner veröffentlichte Casey at the Bat, Thayers Ode an den Baseball, erstmals am 3. Juni 1888 unter seinem Pseudonym „Phin“. Obwohl es auch einige Wochen später erneut in der New York Sun erneut veröffentlicht wurde, erhielt das Gedicht seine Popularität insbesondere durch die etliche Tausend Auftritte des Komikers und Schauspielers DeWolf Hopper.
Aufgrund des Reichtums seiner Familie arbeitete Thayer nur sporadisch in den Familienbetrieben oder als Kolumnist wie von 1896 bis 1897 beim New York Evening Journal. Die wenigen anderen Gedichte, die er verfasste, waren in der Regel leicht, komisch und unvergesslich, und wurden von ihm 1900 in dem illustrierten Buch Casey on the Bat veröffentlicht. Gegen Ende seines Lebens widmete er sich wieder verstärkt der Philosophie und verfasste einige philosophische Artikel, war jedoch frustriert darüber, dass er für ein Gedicht bekannt war, welches er im Alter von 24 Jahren verfasste.
Seit vielen Jahrzehnten existierten Spekulationen und Theorien über die wahre Identität von Casey, wobei Thayer selbst immer wieder klarstellte, dass das Gedicht sich weder auf ein bestimmtes Baseballspiel oder Spieler bezieht. Er selbst trug das Gedicht nur selten offen vor und musste es dabei vorlesen, da er es nicht auswendig rezitieren konnte.
Casey on the Bat war auch Grundlage für die Oper The Mighty Casey (1953) von William Schuman. Außerdem erhielt die spätere Schauspielerin und Rennfahrerin Kasey Rogers in Schulzeiten den Spitznamen „Casey“ wegen ihrer guten Leistungen im Baseball.

## Hintergrundliteratur
- Martin Gardner: The Annotated Casey at the Bat, New York City (C.N. Potter), 1967.
- Jim Moore / Natalie Vermilyea: Ernest Thayer's "Casey at the Bat": Background and Characters of Baseball's Most Famous Poem, Jefferson (McFarland & Co.), 1994.

| Personendaten    | Personendaten                                |
| ---------------- | -------------------------------------------- |
| NAME             | Thayer, Ernest                               |
| ALTERNATIVNAMEN  | Thayer, Ernest Lawrence (vollständiger Name) |
| KURZBESCHREIBUNG | US-amerikanischer Dichter und Kolumnist      |
| GEBURTSDATUM     | 14. August 1863                              |
| GEBURTSORT       | Lawrence, Massachusetts                      |
| STERBEDATUM      | 21. August 1940                              |
| STERBEORT        | Santa Barbara, Kalifornien                   |